# Fairdale (Pensilvânia)
Fairdale é uma Região censo-designada localizada no estado norte-americano de Pensilvânia, no Condado de Greene.

## Demografia
Segundo o censo norte-americano de 2000, a sua população era de 1955 habitantes.

## Geografia
De acordo com o United States Census Bureau tem uma área de
3,7 km², dos quais 3,7 km² cobertos por terra e 0,0 km² cobertos por água.

## Localidades na vizinhança
O diagrama seguinte representa as localidades num raio de 8 km ao redor de Fairdale.